# Султанаево (Калтасинский район)
Султанаево (баш. Солтанай) — деревня в Калтасинском районе Республики Башкортостан Российской Федерации. Входит в состав Калмиябашевского сельсовета.

## География

### Географическое положение
Расстояние до:
- районного центра (Калтасы): 13 км,
- центра сельсовета (Калмиябаш): 2 км,
- ближайшей ж/д станции (Янаул): 55 км.

## История
В «Списке населённых мест Уфимской губернии 1905 года» Султанаева в Калмыковской волости Бирского уезда Уфимской губернии, «пос. на прос. дор., при реч. Сауляш, мечеть», в 62 дворах проживает 315 человек (160 мужчин, 155 женщин).

## Население
| 2002 | 2009 | 2010 |
| ---- | ---- | ---- |
| 62   | ↗72  | ↘61  |

Национальный состав
Согласно переписи 2002 года, преобладающие национальности — башкиры (56 %), татары (44 %).

## Инфраструктура
Личное подсобное хозяйство с зоной сельскохозяйственного использования, индивидуальная застройка усадебного типа.
Основа экономики — сельское хозяйство.

## Транспорт
Деревня доступна автотранспортом.